# Gran Premi de l'Argentina del 1955
Resultats del Gran Premi de l'Argentina de Fórmula 1 de la temporada 1955, disputat al circuit Oscar Alfredo Galvez de Buenos Aires, el 16 de gener del 1955.

## Resultats
| Pos | No | Pilot                                                     | Equip    | Voltes | Temps/ Retirada          | Pos. de sortida | Punts |
| --- | -- | --------------------------------------------------------- | -------- | ------ | ------------------------ | --------------- | ----- |
| 1   | 2  | Juan Manuel Fangio                                        | Mercedes | 96     | 3h 00' 38. 6             | 3               | 9     |
| 2   | 12 | José Froilán González · Nino Farina · Maurice Trintignant | Ferrari  | 96     | + 1' 29.6 min.           | 1               | 2     |
| 3   | 10 | Nino Farina · Maurice Trintignant · Umberto Maglioli      | Ferrari  | 94     | + 2 Voltes               | 5               | 1.33  |
| 4   | 8  | Hans Herrmann · Karl Kling · Stirling Moss                | Mercedes | 94     | + 2 Voltes               | 10              | 1     |
| 5   | 18 | Roberto Mieres                                            | Maserati | 91     | + 5 Voltes               | 16              | 2     |
| 6   | 28 | Harry Schell · Jean Behra                                 | Maserati | 88     | + 8 Voltes               | 7               |       |
| 7   | 22 | Luigi Musso · Sergio Mantovani · Harry Schell             | Maserati | 83     | + 13 Voltes              | 18              |       |
| Ret | 20 | Sergio Mantovani · Jean Behra · Luigi Musso               | Maserati | 54     | Motor                    | 19              |       |
| Ret | 26 | Clemar Bucci · Harry Schell · Carlos Menditeguy           | Maserati | 54     | Pressió del combust.     | 20              |       |
| Ret | 42 | Jesús Iglesias                                            | Gordini  | 38     | Transmissió              | 17              |       |
| Ret | 14 | Maurice Trintignant                                       | Ferrari  | 36     | Motor                    | 14              |       |
| Ret | 36 | Eugenio Castellotti · Luigi Villoresi                     | Lancia   | 35     | Accident                 | 12              |       |
| Ret | 16 | Stirling Moss                                             | Mercedes | 29     | Prob. amb el combustible | 8               |       |
| Ret | 30 | Alberto Uria                                              | Maserati | 22     | Sense combustible        | 21              |       |
| Ret | 32 | Alberto Ascari                                            | Lancia   | 21     | Accident                 | 2               |       |
| Ret | 38 | Élie Bayol                                                | Gordini  | 7      | Transmissió              | 15              |       |
| Ret | 16 | Jean Behra                                                | Maserati | 2      | Accident                 | 4               |       |
| Ret | 14 | Karl Kling                                                | Mercedes | 2      | Accident                 | 6               |       |
| Ret | 34 | Luigi Villoresi                                           | Lancia   | 2      | Pèrdua de combustible    | 11              |       |
| Ret | 40 | Pablo Birger                                              | Gordini  | 1      | Accident                 | 9               |       |
| Ret | 24 | Carlos Menditeguy                                         | Maserati | 1      | Accident                 | 13              |       |

## Altres
- Pole : José Froilán González 1' 43. 1

- Volta ràpida: Juan Manuel Fangio 1' 48. 300 (a la volta 45)